# Condado de Hancock (Mississippi)
O Condado de Hancock é um dos 82 condados do estado norte-americano do Mississippi. A sua sede de condado é Bay St. Louis, que é também a sua maior cidade.
O condado tem uma área de 1432 km² (dos quais 197 km² estão cobertos por água, sobretudo o golfo do México), uma população de 42 967 habitantes, e uma densidade populacional de 35 hab/km² (segundo o censo nacional de 2000). O condado foi fundado em 1812 e o seu nome é uma homenagem a John Hancock (1737-1793), comerciante de Massachusetts e destacado patriota da Revolução Americana.

O condado foi severamente atingido pelo furacão Katrina em agosto de 2005.

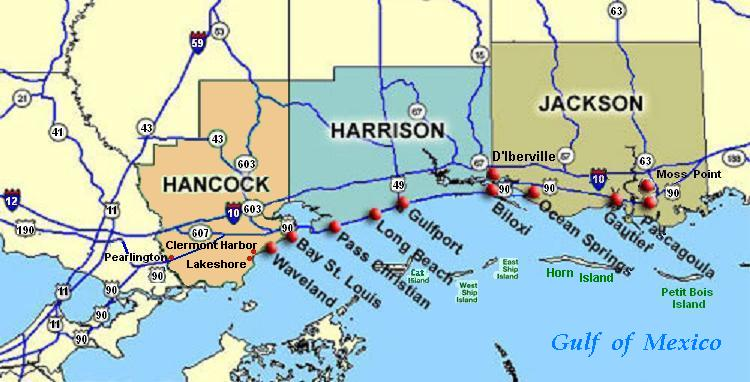
Mapa dos condados litorais do estado do Mississippi